# Eurytetranychus wuyishanensis
Eurytetranychus wuyishanensis är en spindeldjursart som beskrevs av Hu och Chen 1994. Eurytetranychus wuyishanensis ingår i släktet Eurytetranychus och familjen Tetranychidae. Inga underarter finns listade i Catalogue of Life.